# Victoria (Tarlac)
Victoria è una municipalità di terza classe delle Filippine, situata nella Provincia di Tarlac, nella Regione di Luzon Centrale.
Victoria è formata da 26 baranggay:
- Baculong
- Balayang
- Balbaloto
- Bangar
- Bantog
- Batangbatang
- Bulo
- Cabuluan
- Calibungan
- Canarem
- Cruz
- Lalapac
- Maluid

- Mangolago
- Masalasa
- Palacpalac
- San Agustin
- San Andres
- San Fernando (Pob.)
- San Francisco
- San Gavino (Pob.)
- San Jacinto
- San Nicolas (Pob.)
- San Vicente
- Santa Barbara
- Santa Lucia (Pob.)